# Fate to Fatal
Fate to Fatal è un EP del gruppo musicale statunitense The Breeders, pubblicato il 21 aprile 2009.

## Tracce
Testi e musiche di Kim Deal, tranne dove indicato.
1. Fate to Fatal – 2:44
2. The Last Time – 3:11
3. Chances Are – 3:24 (Bob Marley)
4. Pinnacle Hollow – 5:27

## Formazione
- Kim Deal – chitarra, voce
- Kelley Deal – chitarra, voce
- Mando Lopez – basso
- Jose Medeles – batteria
- Mark Lanegan – voce in The Last Time
- Ben Mumphrey – basso in Pinnacle Hollow